# Conger (Minnesota)
Conger é uma cidade localizada no estado americano de Minnesota, no Condado de Freeborn.

## Demografia
Segundo o censo americano de 2000, a sua população era de 133 habitantes.
Em 2006, foi estimada uma população de 128, um decréscimo de 5 (-3.8%).

## Geografia
De acordo com o United States Census Bureau tem uma área de
0,3 km², dos quais 0,3 km² cobertos por terra e 0,0 km² cobertos por água. Conger localiza-se a aproximadamente 381 m acima do nível do mar.

## Localidades na vizinhança
O diagrama seguinte representa as localidades num raio de 16 km ao redor de Conger.